# Constantius III
Flavius Constantius, bekend als Constantius III, (ca. 375- 2 september 421) was West-Romeins keizer van 8 februari tot 2 september 421 samen met zijn zwager Honorius. Hij regeerde kort, slechts zeven maanden tot zijn dood, maar daarvoor drukte hij al zijn stempel op het regeringsbeleid van de keizer als diens adviseur.
Voor zijn verheffing tot keizer maakte hij carrière in het Romeinse leger, waar hij vanaf 411 de positie van magister militum (Meester der soldaten), opperbevelhebber van het West-Romeinse leger vervulde. Als hoogste militaire bewindvoerder speelde hij na de dood van Stilicho (408) een belangrijke rol in het herstellen van de Romeinse macht in het westelijke deel. Zijn grootste verdienste is geweest dat hij een eind maakte aan de usurpatie van een groot aantal tegenkeizers in Gallië en Spanje, en de Visigoten aan het rijk wist te verbinden. Constantius trouwde in 417 met Honorius’ zus Galla Placidia, een teken van zijn status in opgaande lijn, en werd op 8 februari 421 door Honorius tot medekeizer uitgeroepen.

## Leven

### Vroege leven
Constantius werd geboren in Naissus, in de Romeinse provincie Moesia (het huidige Niš, Servië). Hij was van Illyrische afkomst.

### Opstand van Constantijn III
Keizer Honorius benoemde Constantius in 411 tot zijn nieuwe magister militium. Constantius verkreeg deze functie op basis van zijn verdiensten in het leger en zijn goede relatie met de keizer. Het westelijke rijk maakte na de dood van Stilicho een grote crisis door. De Rijngrens was onder de druk van de op drift geraakte Germaanse volken bezweken. De Vandalen, Sueven en Alanen doorkruisten Gallië richting Hispania, terwijl op een aantal plaatsen het leger in opstand was. Bovendien bevonden de Visigoten zich nog in Italië nadat zij Rome hadden ingenomen. Om de crisis te beteugelen had Honorius behoefte aan een nieuwe sterke man aan het hoofd van zijn leger, iemand die hij bovendien kon vertrouwen.
Een van de eerste taken waar Constantius aan wijde was het neerslaan van de opstand van Constantijn III in Gallië, die zich in 407 tot keizer van Britannia had uitgeroepen  en zich in Arles ophield. Constantius leidde zijn soldaten naar Arles, de hoofdstad en residentie van Constantijn. Hier versloeg hij het leger van Gerontius, een voormalig generaal van Constantijn, die tegen Constantijn zelf in opstand was en die de stad belegerde. 
In Arles weigerde Constantijn zich over te geven, in de hoop het vol te houden tot de terugkeer van zijn generaal Edobichus, die troepen aan het verzamelen was in Noord-Gallië .  Edobichus keerde terug naar Arles, maar liep in een hinderlaag en werd verslagen door Constantius.  Constantijn verloor kort daarna een groot deel van de rest van zijn troepen, aangezien het leger dat de Rijn bewaakte ervoor koos om de usurpator Jovinus te steunen, waardoor de usurpator gedwongen werd zich over te geven. Ondanks de verzekering van Constantius dat Constantijn zich veilig zou kunnen terugtrekken in een administratief ambt, liet Constantius hem gevangen zetten en liet hem onthoofden tijdens zijn terugkeer naar Ravenna, in augustus of september 411.  De resterende rivalen van Honorius werden al snel verslagen., waarbij Gerontius zelfmoord pleegde in Hispania,  en Jovinus werd verslagen door Athaulf, koning van de Visigoten .  Desondanks was Honorius niet in staat om de controle over Groot-Brittannië terug te krijgen, en evenmin volgde een Romein hem. 

### De oorlog tegen Heraclianus
De benoeming van Constantius tot opperbevelhebber leidde in 412 tot een oorlog met de rivaliserende generaal Heraclianus, die evenals Constantius goede diensten had verricht voor keizer Honorius. Honorius vervaardigde dat jaar een decreet uit dat Constantius de vrije hand gaf om zich te bemoeien met de provincies door deserteurs op te kunnen sporen. Heraclianus zag de bemoeienis van Constantius met de provincie Africa die hij als militair gouverneur bestuurde als een bedreiging en een opmaat naar een serieuze aanval op zijn positie. Hij had goede redenen om de opperbevelhebber te vrezen, want Constantius was een ambitieuze man die meer toegang tot de keizer had dan Heraclianus.
Heraclianus kwam in opstand, benoemde zichzelf tot keizer en stopte de graanleveranties naar Italië. Begin maart 413 landde de usurpator in Italië ter hoogte van Rome met een leger om tegen Honorius ten strijde te trekken. Hij marcheerde over de Via Flaminia naar het noorden waar hij bij Utriculum in gevecht raakte met het Romeinse leger van Constantius. Met betrekking tot de gebeurtenissen die plaats vinden zijn twee versies overgelegde. Volgens Orosius en Marcellinus Comes arriveerde Heraclianus in Italië en trok op naar Rome, maar schrok hij van de grootte van het leger dat Constantius tegen hem in stelling bracht. Hij liet zijn leger in de steek en vluchtte naar Carthago, waar hij gevangen werd genomen en op 7 maart ter dood gebracht. In de andere versie die overgeleverd is, en van de hand van Hydatius, werd het leger van Heraclianus verslagen in Utriculum (misschien Oriculum, in Umbrië, halverwege tussen Rome en Ravenna), in een strijd met 50.000 doden. Na zijn nederlaag sloeg Heraclianus op de vlucht naar Carthago, waar hij ter dood werd gebracht door gezanten die door Constantius op hem af waren gestuurd. Hij werd vermoord in de tempel van Memoria. Sabinus, de schoonzoon van Heraclianus, vluchtte naar het oostelijke hof in Constantinopel, maar werd later teruggestuurd en vervolgens verbannen.

### Pacificatie van de Visigoten en Bagauden

West-Romeinse rijk omstreeks 418
Gebied onder controle van de keizer Honorius)
Britannia onafhankelijk van het rijk
gebied van de Bourgonden
gebied van de Visigoten
gebied van de Sueven

Constantius startte in 416 een campagne tegen de Visigoten die in het noorden van Spanje verbleven. Opgejaagd door de Romeinen werden zij naar het zuiden verdreven, waar zij tevergeefs naar Afrika trachten over te steken omdat een veilige machtsbasis te vestigen. Constantius sloot ze in en blokkeerde de aanvoer van voedsel. Door hen uit te hongeren probeerde hij hun onderwerping af te dwingen. Deze aanpak bleek effectief te zijn, want de Visigotische koning Wallia gaf zich uiteindelijk over en sloot een vredesverdrag met de Romeinen. In ruil voor 600.000 modii granen stemde hij in met de overdracht van Galla Placidia, Athaulfs weduwe, met wie Constantius later zelf trouwde, en met deelneming aan de strijd tegen de Vandalen, Alanen en Sueben die Spanje onveilig maakten. Deze periode staat bekend als de Gotische oorlog in Spanje.
Deze ontwikkeling stelde Constantius tevens in staat was om in 417 een einde te maken aan de Bagaudenopstand in Noordwest-Gallië. Vervolgens zette hij zijn campagne tegen verschillende stamgroepen voort en herwon tegen 420 de controle over een groot deel van Hispania en Gallië. 

### Bestuur
Gedurende deze periode speelden generaals een cruciale rol bij het verzekeren van de voortdurende heerschappij van Romeinse keizers, met name de West-Romeinse keizers.  Constantius' positie van magister militum en zijn bekwaamheid als bevelhebber stelden hem in staat een enorme invloed te verwerven in het West-Romeinse Rijk, vergelijkbaar met het vroegere Stilicho.  Om deze reden verleende Honorius vele eerbewijzen aan Constantius,  zoals hem driemaal tot consul benoemen: in 414, samen met Constans; in 417, naast Honorius;   en in 420, naast Theodosius II .   Om zich te verzekeren van Constantius’ loyaliteit van Constantius, regelde Honorius de verloving van zijn zus, Galla Placidia, met Constantius in 417.  Later, op 8 februari 421, benoemde Honorius Constantius tot co-westerse keizer onder hem. Diens neef Theodosius II, keizer van het oostelijke rijk erkende hem echter niet als zodanig.

### Dood
Naar verluidt was Constantius daar boos over en overwoog hij een veldtocht te beginnen tegen Theodosius. Daarvan kwam uiteindelijk niets van terecht, omdat Constantius' gezondheid snel achteruit ging en hij stierf na minder dan 7 maanden keizerschap op 2 september 421.   Volgens Syvänne kwam Constantius door vergiftiging om het leven. Als bron voert hij Theophanes (AM 5913) aan die stelt dat Constantius werd vermoord. Castinus, een vertrouweling van keizer Honorius, die na Contstantius' dood de rang van opperbevelhebber verkreeg, zou hier de hand in hebben gehad.  Na zijn dood vluchtte zijn vrouw met haar kinderen naar Constantinopel. Honorius regeerde alleen verder tot aan zijn dood in 423, toen Valentinianus III, de minderjarige zoon van Constantius, hem opvolgde, met Galla Placidia als regent.